# Pedro Zingone
Pedro Zingone   (Montevideo, 1899 - Montevideo, valor desconegut) va ser un futbolista uruguaià, que jugava de migcampista, que va competir durant la dècada de 1920.
A nivells de clubs jugà al Centro Atlético Lito (1923-1923). Amb la selecció de futbol de l'Uruguai va jugar 4 partits entre 1923 i 1924. Fou seleccionat per jugar la Copa Amèrica de 1923 i 1924, que guanyà l'Uruguai. El 1924 fou convocat per disputar la competició de futbol dels Jocs Olímpics de París, on l'equip guanyà la medalla d'or, però ell no disputà cap partit.